# Euconocephalus
Euconocephalus är ett släkte av insekter. Euconocephalus ingår i familjen vårtbitare.

## Bildgalleri

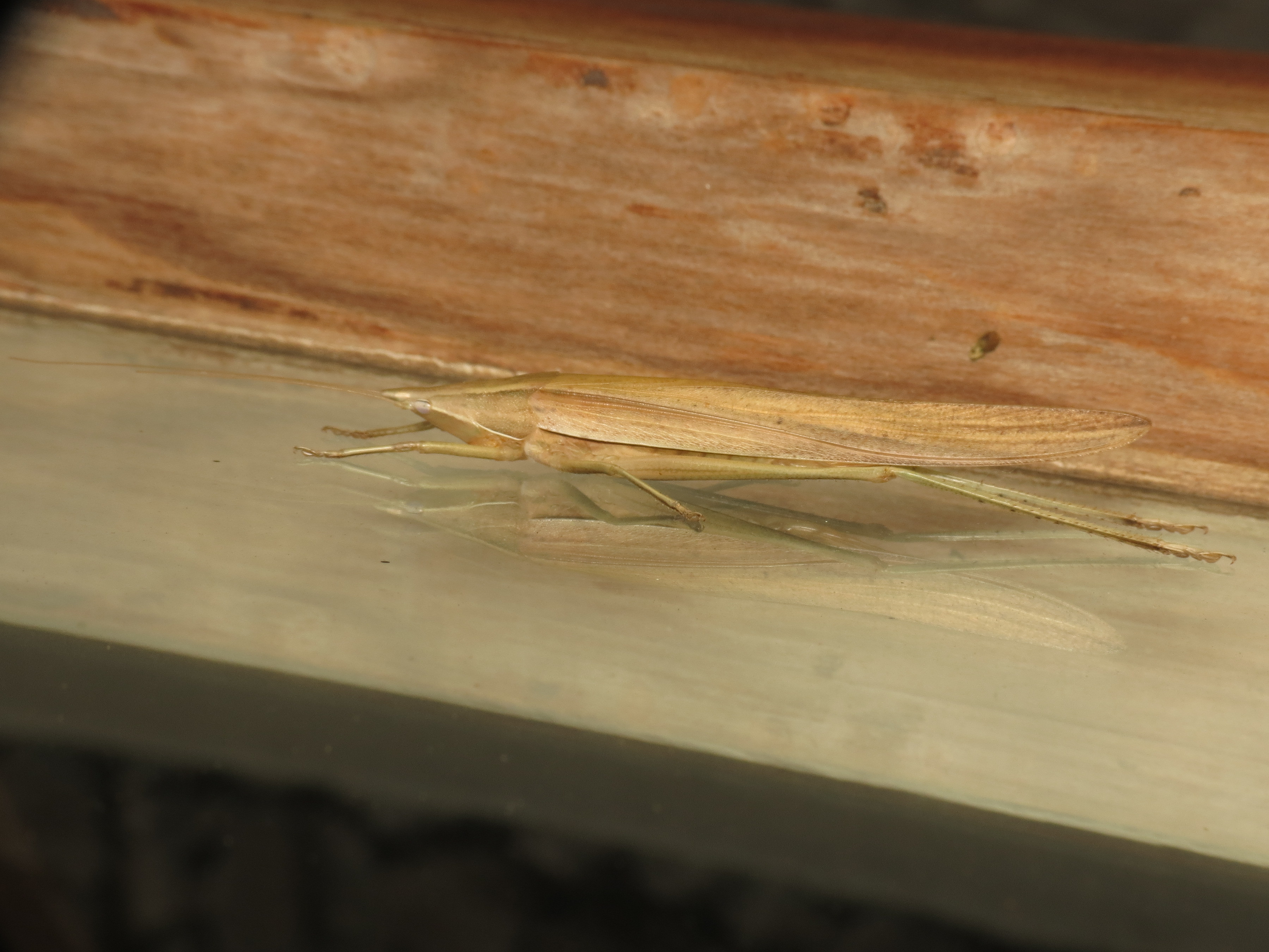
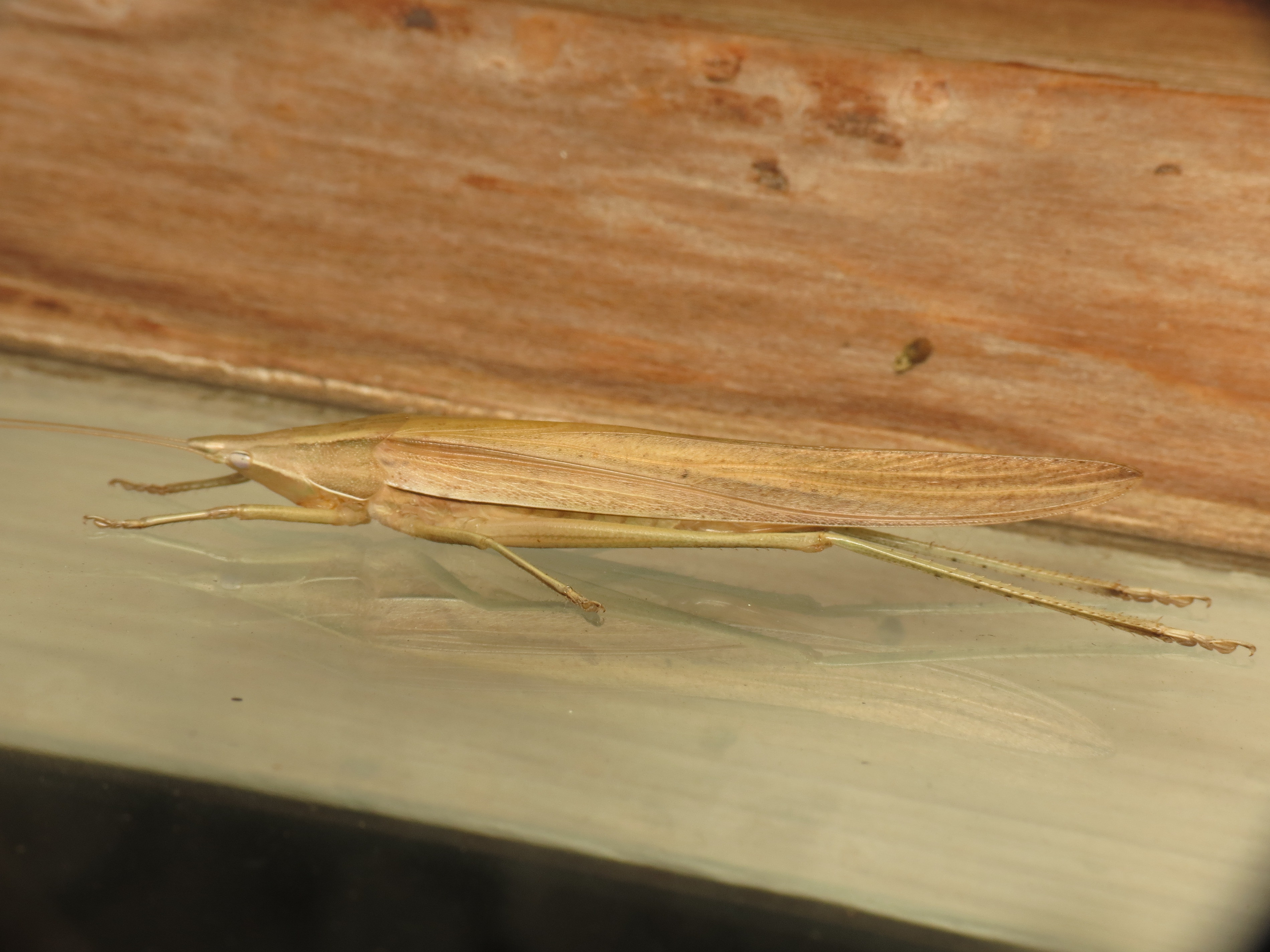
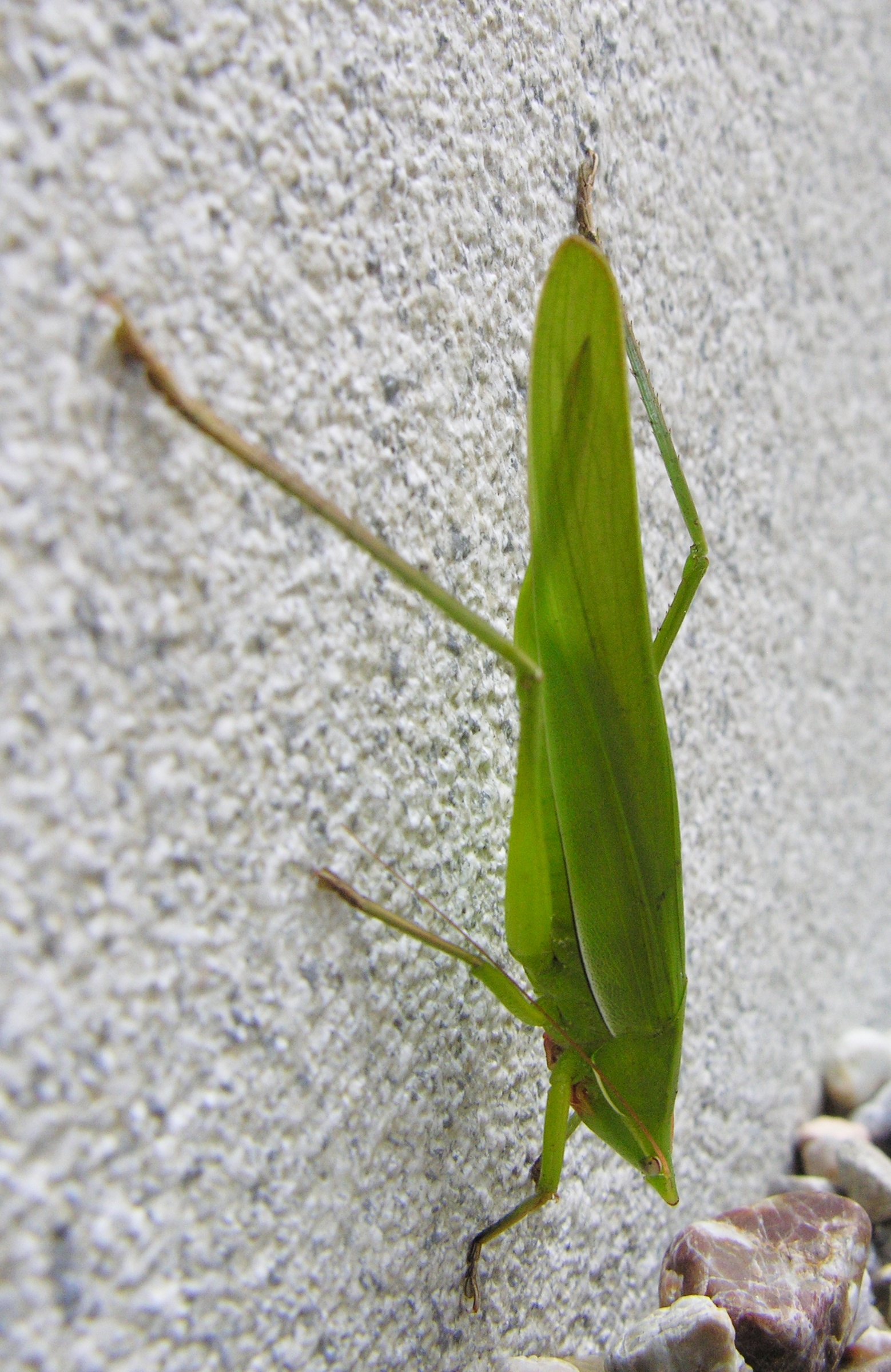
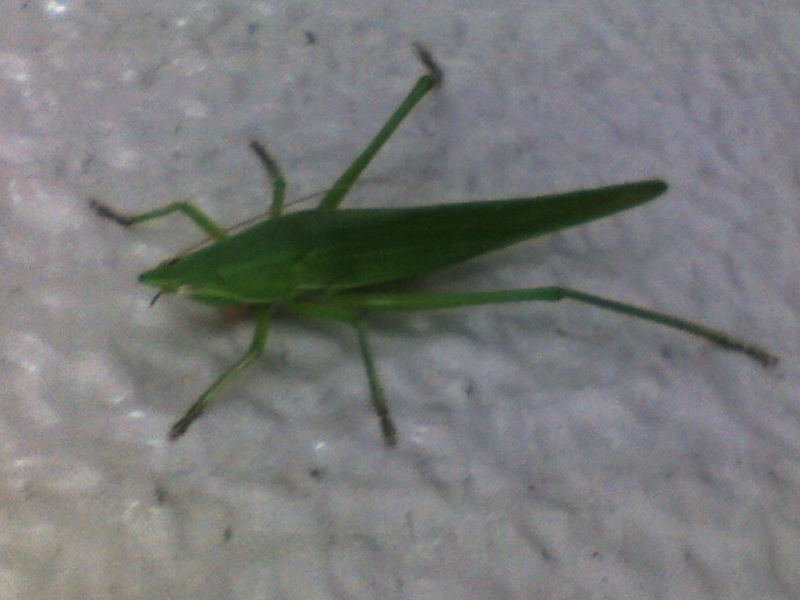

## Dottertaxa tillEuconocephalus, i alfabetisk ordning[1]
- Euconocephalus acuminatus
- Euconocephalus afer
- Euconocephalus australis
- Euconocephalus blandus
- Euconocephalus brachyxiphus
- Euconocephalus broughtoni
- Euconocephalus clarus
- Euconocephalus coarctatus
- Euconocephalus coniceps
- Euconocephalus cristovallensis
- Euconocephalus erythropus
- Euconocephalus femoralis
- Euconocephalus gracilis
- Euconocephalus incertus
- Euconocephalus indicus
- Euconocephalus insulanus
- Euconocephalus lineatipes
- Euconocephalus mucro
- Euconocephalus nasutus
- Euconocephalus pallidus
- Euconocephalus picteti
- Euconocephalus princeps
- Euconocephalus pyrifer
- Euconocephalus remotus
- Euconocephalus rosaceus
- Euconocephalus saussurei
- Euconocephalus sumbaensis
- Euconocephalus thunbergi
- Euconocephalus troudeti
- Euconocephalus turpis
- Euconocephalus ultimus
- Euconocephalus ustulatus
- Euconocephalus vaginalis
- Euconocephalus varius
- Euconocephalus verruger